# Albaner Berge
Die Albaner Berge (italienisch Colli Albani, selten Monti Albani; auch Albaner Hügel oder Albanergebirge) sind die Reste eines ehemals vulkanischen Ringgebirges, des Komplexes des Vulcano Laziale, mit einem Umfang von ca. 60 km in Latium, 20 km südöstlich von Rom und 24 km nördlich von Anzio. Der Gipfel des Monte Cavo (950 m) beherrscht dieses Massiv, allerdings ist der gegenüberliegende Maschio delle Faete, ein Gipfel der Monti delle Faete, mit 956 m die höchste Erhebung. Der Vulkan war von 600.000 v. Chr. bis 20.000 v. Chr. aktiv. Es gibt im Südwesten eine Durchbrechung des alten Ringes, gebildet von zwei Kraterseen, dem Albaner See, Lago Albano, und dem Nemisee, Lago di Nemi.

## Geschichte

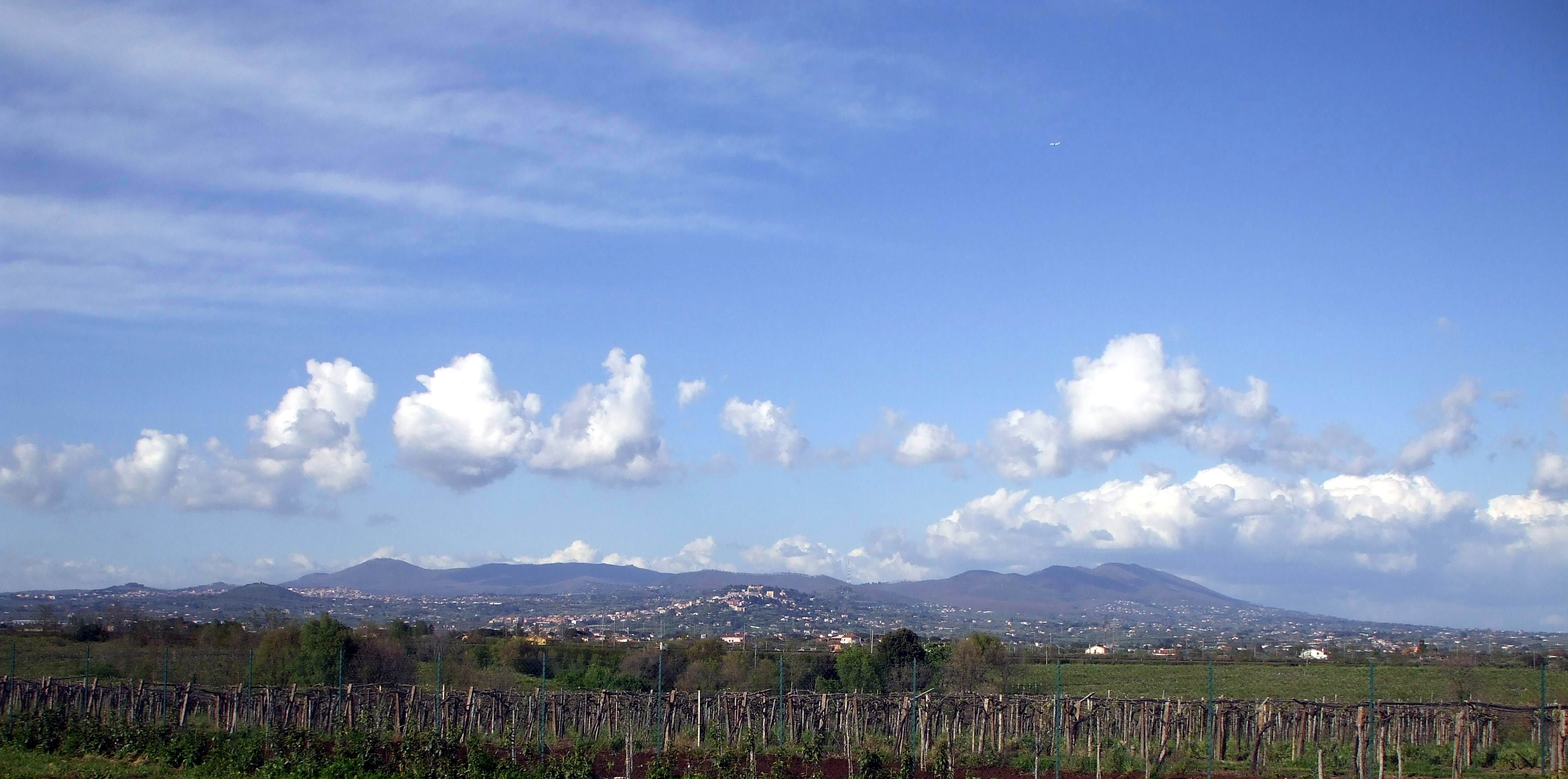
Blick von Westen auf die Albaner Berge

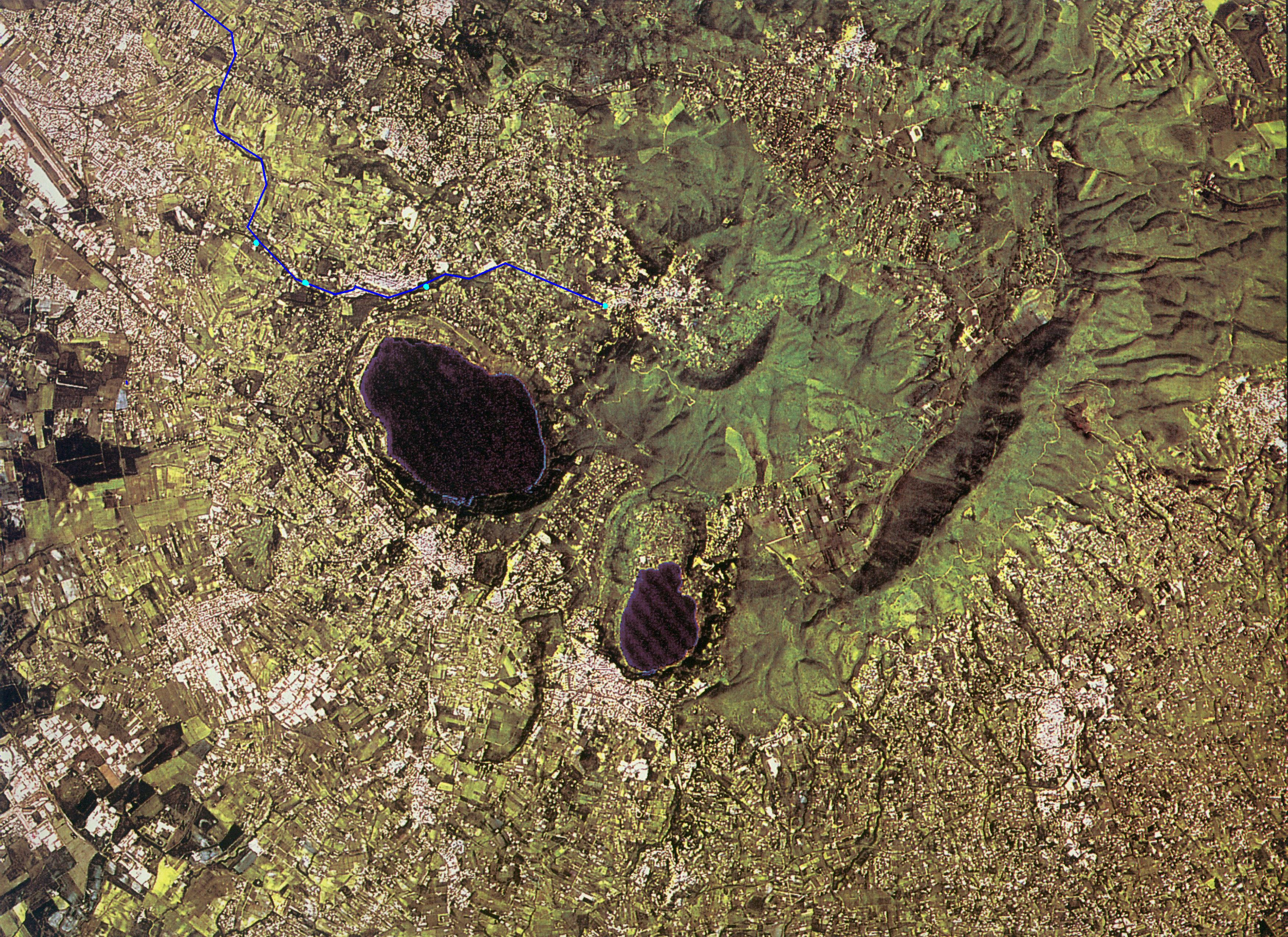
Luftaufnahme mit Albaner See und Nemisee

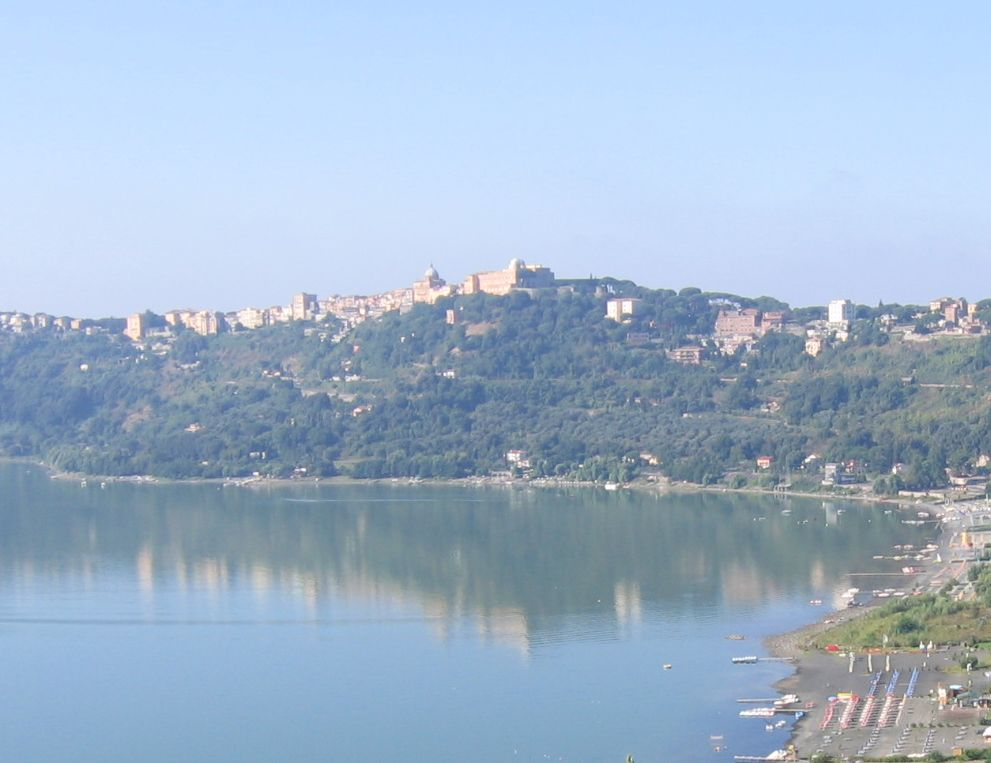
Blick über den Albaner See auf Castel Gandolfo

Die Albaner Berge waren für die antiken Römer der Albanus Mons. Auf dem Gipfel stand der Tempel des Jupiter Latiaris, das Bundesheiligtum der Latiner, in dem die Konsuln die feriae Latinae feierten, sowie einige römische Feldherrn ihre Triumphe, wenn ihnen ein Triumphzug in der Stadt verwehrt wurde. Auch in der Kaiserzeit blieb das Heiligtum bedeutsam und einige Tempel in Rom und Umgebung waren vermutlich auf den Albanus mons ausgerichtet. Der Tempel existiert nicht mehr; die zu ihm führende römische Straße, die via triumphalis, kann man besichtigen.
Das Gebiet der Albaner Berge, besonders um die Kraterseen, war schon in der Antike ein beliebtes sommerliches Refugium der römischen Nobilität, die sich Villen errichten ließ, um der Hitze und dem Schmutz der Hauptstadt zu entgehen. Wegen ihrer reizvollen Landschaft sind sie häufig von Malern besucht worden.
Als Castelli Romani werden die 16 Gemeinden bezeichnet, die sich in den Albaner Bergen befinden. Zu den bekanntesten Sehenswürdigkeiten zählen das päpstliche Castel Gandolfo und die Stadt Frascati sowie die zwölf Villen der Castelli Romani.
Rund um die Albaner Berge liegen die in der Antike bedeutenden Orte Tusculum, Praeneste, Gabii, Velitrae, Lanuvium, Bovillae, Aricia.

## Einzelnachweise

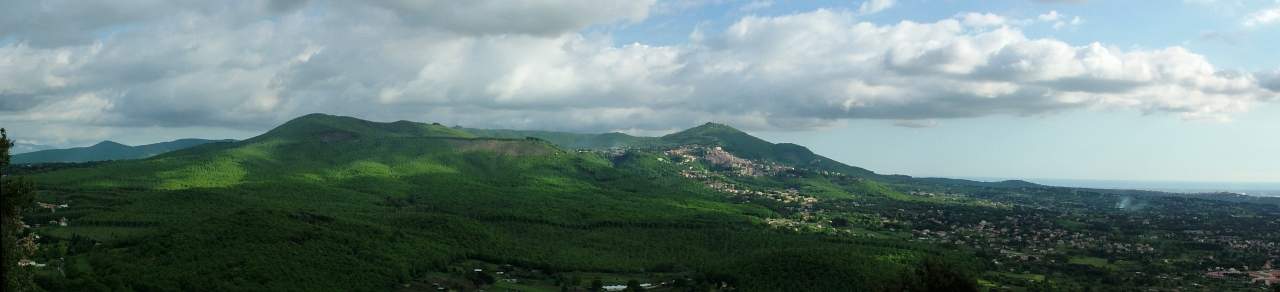
Die Albaner Berge, aufgenommen nordöstlich von Tusculum, mit Blick auf Rocca di Papa und darunter Grottaferrata und Marino